# Choristopsylla thomasi
Choristopsylla thomasi är en loppart som först beskrevs av Rothschild 1904.  Choristopsylla thomasi ingår i släktet Choristopsylla och familjen Lycopsyllidae. Inga underarter finns listade i Catalogue of Life.